# Domopora
Domopora is een mosdiertjesgeslacht uit de familie van de Lichenoporidae en de orde Cyclostomatida. De wetenschappelijke naam van het geslacht werd voor het eerst geldig gepubliceerd in 1999 door Alcide d'Orbigny.

## Soorten
- Domopora annulata Busk, 1875
- Domopora antarctica Borg, 1944
- Domopora diadema (Goldfuss, 1826)  †
- Domopora floridana Canu & Bassler, 1928
- Domopora phlyctaenodes (Reuss, 1848)  †
- Domopora stellata (Goldfuss, 1826)  †
- Domopora strictolamellosa Canu & Bassler, 1929
- Domopora truncata (Jameson, 1811)

Niet geaccepteerde soort:
- Domopora lucernaria (Sars, 1851) → Infundibulipora lucernaria (Sars, 1851)